# Botschaft Sambias in Berlin

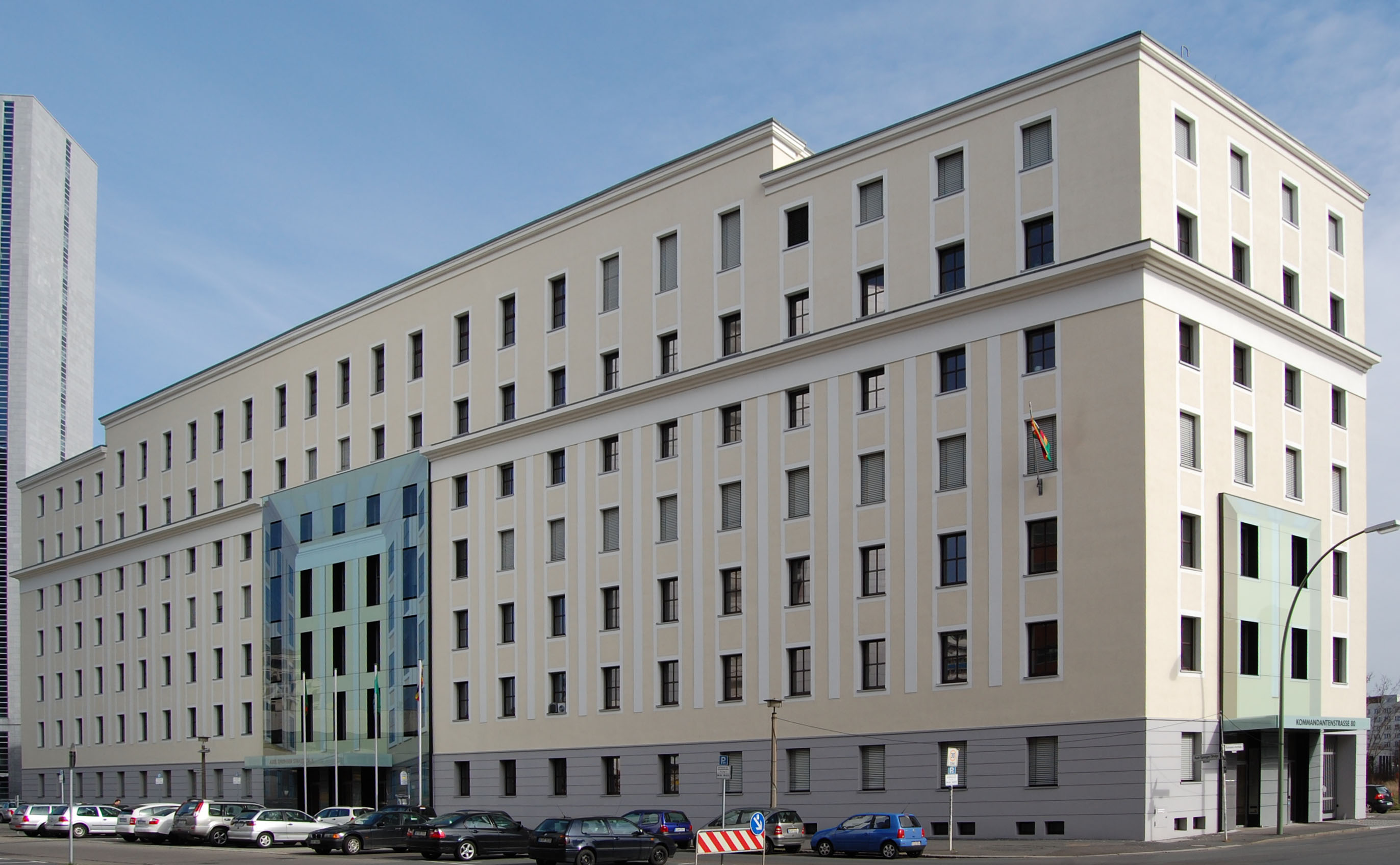
Botschaft in der Axel-Springer-Straße 54a

Die Botschaft Sambias in Berlin ist die diplomatische Vertretung der Republik Sambia in Deutschland. Sie befindet sich in der Axel-Springer-Straße 54a im Ortsteil Mitte des gleichnamigen Bezirks.
Botschafterin ist seit dem 25. Oktober 2023 Winnie Natala Chibesakunda.
Sambia unterhält Honorarkonsulate in Bad Camberg, München und Neustadt am Rübenberge.

## Geschichte der diplomatischen Beziehungen
Das britische Protektorat Nordrhodesien wurde am 24. Oktober 1964 unter dem Namen Sambia unabhängig. Am Tag der Unabhängigkeit nahmen der neue Staat und die Bundesrepublik Deutschland diplomatische Beziehungen auf. Die Botschaft befand sich in der Mittelstraße 39 in Bonn-Bad Godesberg. Aufgrund des Umzugs von Bundestag und Regierung nach Berlin verlegte auch die Botschaft Sambias ihren Sitz in die neue deutsche Hauptstadt. Seit 2001 befindet sie sich in der Axel-Springer-Straße 54a in Berlin-Mitte.
Seit dem 21. Februar 1973 bestanden diplomatische Beziehungen zwischen Sambia und der DDR. Sie endeten mit der deutschen Wiedervereinigung im Jahr 1990. Der Botschafter Sambias in Moskau war in der DDR zweitakkreditiert.

## Botschafter (seit 2012)
- 2012, 14. Juni: Bwalya Stanley Kasonde Chiti[6]
- 2017, 27. November: Anthony Lubinda Mukwita[7]
- 2023, 25. Oktober: Winnie Natala Chibesakunda[8]

Die Botschafterin Sambias in Deutschland ist in folgenden Ländern zweitakkreditiert: Österreich, Polen, Slowakei, Slowenien,  Tschechien und Ungarn.

## Gebäude
Die Botschaft Sambias befindet sich ebenso wie Botschaft Ugandas im ehemaligen Verlagshaus des DDR-Schulbuchverlags Volk und Wissen in der Axel-Springer-Straße 54a in Berlin-Mitte. Das Gebäude wurde Anfang der 1950er Jahre fertiggestellt und 1975 um das fünfte und sechste Geschoss ergänzt. Nach dem Auszug des Verlags wurde die Fassade 1994 neu gestaltet.